# Torneig d'Històrics del Futbol Català 2016
La XXXIa edició del Torneig d'Històrics del Futbol Català fou organitzada pel Futbol Club Martinenc. Es disputà a principis d'agost de 2016 al camp municipal del Guinardó. Hi participaren 12 clubs repartits en quatre grups de 3 equips que s'enfrontaren en eliminatòries triangulars (tres partits de 45 minuts) amb els vencedors de cada grup avançant vers les semifinals i final, jugades a 90 minuts. El Futbol Club Vilafranca aconseguí el títol en la seva primera final, guanyant a la tanda de penals al Club de Futbol Badalona, un equip que hi arribava per onzena vegada.

## Distribució de grups
| Grup 1          | Grup 2       | Grup 3           | Grup 4       |
| --------------- | ------------ | ---------------- | ------------ |
| UE Sants        | CE Júpiter   | UE Castelldefels | FC Martinenc |
| FC Vilafranca   | CF Montañesa | UE Sant Andreu   | CE Europa    |
| CE L'Hospitalet | CF Gavà      | CF Badalona      | UE Cornellà  |

|  | Campió vigent    |
|  | Cap de sèrie     |
|  | Debutant         |
|  | Segona Divisió B |
|  | Tercera Divisió  |
|  | Primera Catalana |

## Resultats i classificacions
| Grup 1 |

| 1 agost 2016 | UE Sants                                                                                       | 0 – 2                                                      | FC Vilafranca                                                                                                | El Guinardó, Barcelona                                                                                          |  |
| 18:00        | Yamandu Aleix Ferré, Kobayashi, Alberto, Roger, Faura Gaudioso, Forcadell, Gala, Óscar Navarro | Mundo Deportivo L'Esportiu Històrics BTV Notícies Acta FCF | 27' Josu · 33' Boira Kilian · Marwan, Guti, Medina, Arnau · Guzmán, Jaume Jordi, Boira · Óscar, Bernat, Josu | Guinardó · 350 espectadors · Miguel Ángel Moreno Villaécija · Juan Manuel Martín Varas · Germán Carrasco Baca · |  |
|              |                                                                                                | Tanda de penals                                            | | |  |
|              |                                                                                                | 1 – 2                                                      | | |  |

| 1 agost 2016 | CE L'Hospitalet | 1 – 0                                                      | UE Sants                                                                    | El Guinardó, Barcelona                                                                                          |  |
| 19:00        | Nacho Llaneza 19' Oliveros · Diego Ciria, Saúl, Castell, Lucas · Sergi Mut, Zamora, Jandro, Nacho Llaneza · Garre, Bueno | Mundo Deportivo L'Esportiu Històrics BTV Notícies Acta FCF | Yamandu Andreu, Cura, Arnau, Picolo Aleix, Guille Brandy, Mulero, Geri Beja | Guinardó · 350 espectadors · Germán Carrasco Baca · Miguel Ángel Moreno Villaécija · Juan Manuel Martín Varas · |  |

| 1 agost 2016 | CE L'Hospitalet                                                                                               | 2 – 2                                                      | FC Vilafranca | El Guinardó, Barcelona                                                                                          |  |
| 20:00        | Teo 22' 34' · Oliveros · Teo, Saúl, Castell, Lucas · Sergi Mut, Zamora, Jandro, Tabala · Nacho Llaneza, Bueno | Mundo Deportivo L'Esportiu Històrics BTV Notícies Acta FCF | 06' Santi Triguero · 08' Oribe Miguel · Arnau, Joan Castillo, Fonta, Èric Via · Josep, Medina, Oribe · Óscar, Josu, Santi Triguero | Guinardó · 350 espectadors · Juan Manuel Martín Varas · Miguel Ángel Moreno Villaécija · Germán Carrasco Baca · |  |

|    |  |                 | Punts | J | G | E | P | GF | GC | DG |
| -- |  | --------------- | ----- | - | - | - | - | -- | -- | -- |
| 1. |  | FC Vilafranca   | 4     | 2 | 1 | 1 | 0 | 4  | 2  | 2  |
| 2. |  | CE L'Hospitalet | 4     | 2 | 1 | 1 | 0 | 3  | 2  | 1  |
| 3. |  | UE Sants        | 0     | 2 | 0 | 0 | 2 | 0  | 3  | 3  |
|    |  |                 |       |   |   |   |   |    |    |    |

| Grup 2 |

| 2 agost 2016 | CE Júpiter                                                                    | 0 – 0                                                      | CF Montañesa | El Guinardó, Barcelona                                                                               |  |
| 18:00        | Andrés Adrià, Lobo, Dani Prieto, Mateu Lee Orellana, Prat, Vives, Ángel Bauli | Mundo Deportivo L'Esportiu Històrics BTV Notícies Acta FCF | Iván Dani Sánchez, Dowi, Alberto García, Santos Pau López, Rubén, Marc García, Montoro Joel Martínez, Pedro García | Guinardó · 450 espectadors · Sergio Álvarez Ubric · Gerard Castellet Julià · Ferran Ceacero Solana · |  |
|              |                                                                               | Tanda de penals                                            | | |  |
|              |                                                                               | 3 – 2                                                      | | |  |

| 2 agost 2016 | CF Gavà | 0 – 0                                                      | CF Montañesa                                                                        | El Guinardó, Barcelona                                                                               |  |
| 19:00        | Matías Draghi Peque, Agustín, Cazorla, John Neeskens David Jiménez, Pla, Fernando, Cristian Herrera Sascha, Sarmi | Mundo Deportivo L'Esportiu Històrics BTV Notícies Acta FCF | Fran Payán, Dowi, Pere Segarra, Santos Yeyo, Rubén, Edu, Montoro Toni Pérez, Alabau | Guinardó · 450 espectadors · Gerard Castellet Julià · Sergio Álvarez Ubric · Ferran Ceacero Solana · |  |
|              | | Tanda de penals                                            |                                                                                     | |  |
|              | | 3 – 2                                                      |                                                                                     | |  |

| 2 agost 2016                                          | CF Gavà | 1 – 1                                                      | CE Júpiter                                                                                               | El Guinardó, Barcelona                                                                               |                                              |
| 20:00                                                 | Niko Kata 23' Craviotto · Joel, Jordi, Mario Gómez, Alan · Cristian Herrera, Diego, Agustín, John Neeskens · Boris Garros, Niko Kata | Mundo Deportivo L'Esportiu Històrics BTV Notícies Acta FCF | 42' Bauli Víctor · Adrià, Marcos, Miquel, Mateu · Lee · Ferran Vila, Mechi, Ao, Pau Darbra · Éric Blasco | Guinardó · 400 espectadors · Ferran Ceacero Solana · Sergio Álvarez Ubric · Gerard Castellet Julià · |                                              |
|                                                       | | Tanda de penals                                            | | |                                              |
| Joel · Niko Kata · Boris Garros (fora) · Camps (fora) | Joel · Niko Kata · Boris Garros (fora) · Camps (fora)                                                                                | 2 – 3                                                      | Marcos · Dani Prieto · (aturat) Bauli · Prat                                                             | Marcos · Dani Prieto · (aturat) Bauli · Prat                                                         | Marcos · Dani Prieto · (aturat) Bauli · Prat |

|    |  |              | Punts | J | G | E | P | GF | GC | DG |
| -- |  | ------------ | ----- | - | - | - | - | -- | -- | -- |
| 1. |  | CE Júpiter   | 2     | 2 | 0 | 2 | 0 | 1  | 1  | 0  |
| 2. |  | CF Gavà      | 2     | 2 | 0 | 2 | 0 | 1  | 1  | 0  |
| 3. |  | CF Montañesa | 2     | 2 | 0 | 2 | 0 | 0  | 0  | 0  |
|    |  |              |       |   |   |   |   |    |    |    |

| Grup 3 |

| 3 agost 2016 | UE Castelldefels                                                                                  | 0 – 0                                                      | UE Sant Andreu                                                                            | El Guinardó, Barcelona                                                                              |  |
| 18:00        | Lledó Juanito, Javi Calvo, Toti, Marc Martínez Miki, Ion Vázquez, Patrick, Contreras Jairo, Óscar | Mundo Deportivo L'Esportiu Històrics BTV Notícies Acta FCF | Priego Carlos García, Jandro, Juanma, Méndez Makaay, Pol René, Joel, Juanan Jalal, Gurrea | Guinardó · 450 espectadors · David López Jiménez · Bernat Pedrol Vozmediano · Raúl Calle Martínez · |  |
|              |                                                                                                   | Tanda de penals                                            |                                                                                           | |  |
|              |                                                                                                   | 5 – 6                                                      |                                                                                           | |  |

| 3 agost 2016 | CF Badalona | 1 – 0                                                      | UE Castelldefels                                                                           | El Guinardó, Barcelona                                                                              |  |
| 19:00        | Serramitja 10' Brais · Parera, Enric Pi, Rubén, Fran Grima · Maestre, Bermúdez · Víctor, Serramitja, Nils · Éric | Mundo Deportivo L'Esportiu Històrics BTV Notícies Acta FCF | Lledó Peñas, Marc, Alegre, Jokin Isaac, Ion Vázquez, Patrick, Nacho Sergi Cabré, Cervantes | Guinardó · 450 espectadors · Bernat Pedrol Vozmediano · David López Jiménez · Raúl Calle Martínez · |  |

| 3 agost 2016 | CF Badalona                                                                         | 0 – 0                                                      | UE Sant Andreu                                                                      | El Guinardó, Barcelona                                                                              |  |
| 20:00        | Brais Parera, Aleix, Bermúdez, Musa Maestre, Toni Lao Guzmán, Iván Agudo, Moha Éric | Mundo Deportivo L'Esportiu Històrics BTV Notícies Acta FCF | Priego Carlos García, Méndez, Makaay, Joel Gurrea, Jalal, Juanan, Roca Jordi, Jorge | Guinardó · 450 espectadors · Raúl Calle Martínez · David López Jiménez · Bernat Pedrol Vozmediano · |  |

|    |  |                  | Punts | J | G | E | P | GF | GC | DG |
| -- |  | ---------------- | ----- | - | - | - | - | -- | -- | -- |
| 1. |  | CF Badalona      | 4     | 2 | 1 | 1 | 0 | 1  | 0  | 1  |
| 2. |  | UE Sant Andreu   | 2     | 2 | 0 | 2 | 0 | 0  | 0  | 0  |
| 3. |  | UE Castelldefels | 1     | 2 | 0 | 1 | 1 | 0  | 1  | 1  |
|    |  |                  |       |   |   |   |   |    |    |    |

| Grup 4 |

| 4 agost 2016 | FC Martinenc | 1 – 0                                                      | CE Europa                                                                                                 | El Guinardó, Barcelona                                                                                      |  |
| 18:00        | Lozano 21' Caleb · David Márquez, Durán, Aleix Vall, Adrià Grau · Quiles, Varese, Hugo, Estrada · Lozano, Antolínez | Mundo Deportivo L'Esportiu Històrics BTV Notícies Acta FCF | Boison Martí Tàpia, Alberto, Denis Coch, Jordi Cano Rubi, Joel Coch, Varona, Abel Rita Xavi Civil, Campoy | Guinardó · 600 espectadors · José Antonio Fernández Morillo · Bruno Montoro Ferreiro · David Barón Ajenjo · |  |
|              | | Tanda de penals                                            | | |  |
|              | | 3 – 2                                                      | | |  |

| 4 agost 2016 | UE Cornellà                                                                                 | 0 – 0                                                      | CE Europa | El Guinardó, Barcelona                                                                                      |  |
| 19:00        | Marcos Óscar Sierra, Ricard, Édgar, Lulu Jaume, David, Antonio, Alfons Serra Ahmed, Abraham | Mundo Deportivo L'Esportiu Històrics BTV Notícies Acta FCF | Boison Martí Tàpia, Alberto, Álex Cano, Joel Marín Joel Coch, Javi Iglesias, Uri, Xavi Civil Campoy, Abel Rita | Guinardó · 600 espectadors · Bruno Montoro Ferreiro · José Antonio Fernández Morillo · David Barón Ajenjo · |  |

| 4 agost 2016 | UE Cornellà                                                                      | 0 – 1                                                      | FC Martinenc | El Guinardó, Barcelona                                                                                      |  |
| 20:00        | Chus Pere, Borja, Ñoño, Carles Gómez, Pep Caballé, Jaume, Lucas Gao, Xavi Puerto | Mundo Deportivo L'Esportiu Històrics BTV Notícies Acta FCF | 02' (p.p.) Carles Jordi Fuentes · Toshi, Kilian, Dani, Vallejo · Lobo, Cristian, Raventós, Chicho · Carlos, Éric López | Guinardó · 600 espectadors · David Barón Ajenjo · José Antonio Fernández Morillo · Bruno Montoro Ferreiro · |  |

|    |  |              | Punts | J | G | E | P | GF | GC | DG |
| -- |  | ------------ | ----- | - | - | - | - | -- | -- | -- |
| 1. |  | FC Martinenc | 6     | 2 | 2 | 0 | 0 | 2  | 0  | 2  |
| 2. |  | CE Europa    | 1     | 2 | 0 | 1 | 1 | 0  | 1  | 1  |
|    |  | UE Cornellà  | 1     | 2 | 0 | 1 | 1 | 0  | 1  | 1  |
|    |  |              |       |   |   |   |   |    |    |    |

| Semifinals |

| 6 agost 2016 | FC Vilafranca                                                                                     | 2 – 1                                                      | CE Júpiter                                                                                              | El Guinardó, Barcelona                                                                           |  |
| 18:00        | Oribe 60' 92' Kilian · Boronat, Guti, Fonta, Arnau · Guzmán, Adri, Boira · Óscar, Bernat, Fariñas | Mundo Deportivo L'Esportiu Històrics BTV Notícies Acta FCF | 08' Ángel Víctor · Adrià, Lobo, Dani Prieto, Mateu · Lee · Pau Darbra, Prat, Vives, Ángel · Éric Blasco | Guinardó · 650 espectadors · Óscar Carballo Vázquez · Enric Bureu Méndez · Daniel Luque Ortuño · |  |

| 6 agost 2016                          | CF Badalona | 2 – 2                                                      | FC Martinenc | El Guinardó, Barcelona                                                                        |                                                             |
| 20:00                                 | Maestre 56' · Serramitja 84' Brais · Parera, Aleix, Enric Pi, Rubén · Bermúdez, Toni Lao · Nils, Iván Agudo, Moha · Éric | Mundo Deportivo L'Esportiu Històrics BTV Notícies Acta FCF | 49' Raventós · 64' Chicho Caleb · Márquez, Durán, Aleix Vall, Grau · Hugo, Varese, Antolínez, Quiles · Estrada, Raventós | Guinardó · 650 espectadors · Brian Díaz Díaz · Sergio Álvarez Ubric · Xavier Carmona Mantas · |                                                             |
|                                       | | Tanda de penals                                            | |                                                                                               |                                                             |
| Musa · Enric Pi · Guzmán · Serramitja | Musa · Enric Pi · Guzmán · Serramitja                                                                                    | 4 – 2                                                      | (aturat) Cristian · Vallejo · Kilian · (al travesser) Toshi                                                              | (aturat) Cristian · Vallejo · Kilian · (al travesser) Toshi                                   | (aturat) Cristian · Vallejo · Kilian · (al travesser) Toshi |

| Final |

| FC Vilafranca                                        | 2 – 2                                                      | CF Badalona                                         |
| ---------------------------------------------------- | ---------------------------------------------------------- | --------------------------------------------------- |
| Santi Triguero 55' · Medina 91'                      | Mundo Deportivo L'Esportiu Històrics BTV Notícies Acta FCF | 25' Víctor · 30' Serramitja                         |
| Tanda de penals                                      |                                                            |                                                     |
| Oribe · Josu · Joan Castillo · Guti · Santi Triguero | 5 – 4                                                      | Musa · Nils · Iván Agudo · (aturat) Maestre · Aleix |

| Vilafranca | Badalona |

| Miguel Ángel Ramos      |     | 46' |
| Josep Boronat           |     | 46' |
| Arnau Miró              |     | 46' |
| David Fontanils 'Fonta' | 49' | 92' |
| Èric Via                |     | 46' |
| Carlos Guzmán           |     | 92' |
| Óscar Hernando          |     | 46' |
| Adrià Borreda           |     | 46' |
| Gerard Boira            |     |     |
| Oriol Gallego           |     | 46' |
| Bernat Puig             |     | 46' |
| Reserves:               |     |     |
| Kilian Cañabate         |     | 46' |
| Oriol Valero            |     | 92' |
| Ramón Gutiérrez 'Guti'  |     | 46' |
| Joan Castillo           |     | 46' |
| Dani Medina             | 76' | 46' |
| Víctor Oribe            |     | 46' |
| Josué Rodríguez 'Josu'  |     | 46' |
| Santi Triguero          |     | 46' |
| Jaume Jordi Llopis      |     | 92' |
| Marc Duran              |     | 46' |
| Entrenador:             |     |     |
| Ivan Moreno             |     |     |

| Brais Pereiro        |     |     |
| Adrià Parera         |     |     |
| Aleix Coch           |     |     |
| Enric Pi             |     | 60' |
| Fran Grima           |     |     |
| Sergio Maestre       | 87' |     |
| Toni Lao             |     | 92' |
| Víctor García        |     | 60' |
| Moussa Bandeh 'Musa' |     |     |
| Iván Guzmán          |     | 79' |
| Marcel Serramitja    |     | 79' |
| Reserves:            |     |     |
| José Miguel Morales  |     |     |
| Rubén Canelada       | 79' | 79' |
| Iván Agudo           |     | 60' |
| Sergio Bermúdez      |     | 92' |
| Éric Latorre         |     | 79' |
| Nils Puchades        | 92' | 60' |
| Entrenador:          |     |     |
| Manolo González      |     |     |

## Golejadors i millors jugadors
| Gols |                          |                 |
| ---- | ------------------------ | --------------- |
| 3    | Víctor Oribe             | FC Vilafranca   |
|      | Marcel Serramitja        | CF Badalona     |
| 2    | Santi Triguero           | FC Vilafranca   |
|      | Teo Tirado               | CE L'Hospitalet |
| 1    | Dani Medina              | FC Vilafranca   |
|      | Víctor García            | CF Badalona     |
|      | Guillermo López 'Chicho' | FC Martinenc    |
|      | Sergio Maestre           | CF Badalona     |
|      | Joan Raventós            | FC Martinenc    |
|      | Ángel Pérez de la Torre  | CE Júpiter      |
|      | Àlex Lozano              | FC Martinenc    |
|      | David Bauli              | CE Júpiter      |
|      | Niko Kata                | CF Gavà         |
|      | Nacho Llaneza            | CE L'Hospitalet |
|      | Gerard Boira             | FC Vilafranca   |
|      | Josu Rodríguez           | FC Vilafranca   |
|      | En pròpia porta          | Favorable a     |
| 1    | Carles Caballería        | FC Martinenc    |
|      |                          |                 |

| Grup 1                      | Grup 2                    | Grup 3                   | Grup 4                  |
| --------------------------- | ------------------------- | ------------------------ | ----------------------- |
| Josu Rodríguez (Vilafranca) | Àlex Prat (Júpiter)       | Nils Puchades (Badalona) | Àlex Lozano (Martinenc) |
| Semifinal 1                 | Semifinal 1               | Semifinal 2              | Semifinal 2             |
| Víctor Oribe (Vilafranca)   | Víctor Oribe (Vilafranca) | Iván Agudo (Badalona)    | Iván Agudo (Badalona)   |
| Final                       |                           |                          |                         |
| Víctor Oribe (Vilafranca)   |                           |                          |                         |

## Fets destacats
- El Futbol Club Vilafranca esdevé el 15è equip en inscriure el seu nom en el palmarès del torneig.
- L'edició d'enguany quedà marcada per la mort de Rafael Joaquín Masgoret, exdirectiu del Martinenc i d'ençà els seus inicis alma mater del torneig, del qual n'era el president d'honor des del 2011.[5][6][7]
- El migcampista del Club de Futbol Badalona Iván Guzmán es queda a les portes d'aconseguir el seu tercer títol consecutiu, després de guanyar-lo el 2015 amb el Centre d'Esports l'Hospitalet i el 2014 amb la Unió Esportiva Sant Andreu.